# Campaña Más banderas

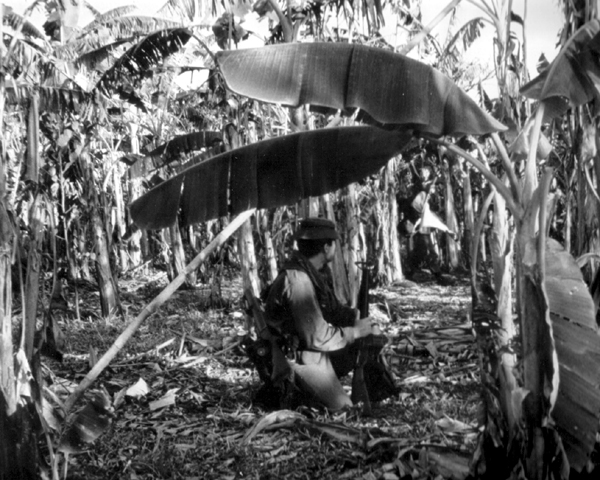
La jungla es un escenario hostil, por ello, la disposición de tropas experimentadas, como las australianas, resultaba muy útil. En la imagen, soldado del Royal Australian Regiment utilizando sombrero en lugar de casco, más apropiado para ese clima.

La Campaña más banderas fue una iniciativa del presidente Lyndon B. Johnson durante los años 1960 para atraer a su causa a todas las naciones del Mundo Libre a combatir contra el comunismo, en concreto contra la amenaza comunista que según la mentalidad estadounidense se cernía sobre Vietnam del Sur durante la guerra de Vietnam, después se comprobaría que también sobre Camboya y Laos.

## Precedentes
Ya en la guerra de Indochina los franceses veían que no podían ganar la Guerra, especialmente durante la batalla de Dien Bien Phu, sin ayuda de otros países. Por ese motivo, Francia solicitó soldados y armas a otros países, sobre todo aviones.
En aquella ocasión los británicos denegaron acudir con la pregunta retórica de Winston Churchill sobre por qué debían ellos acudir en defensa de los franceses después de haber perdido la India. Por su parte Estados Unidos despreciaba el colonialismo francés, pero temía aún más el expansionismo comunista y contribuyó con buena parte del presupuesto bélico galo, llegando a ser la mayor parte de los fondos manejados por París. Sin embargo no quiso enviar hombres ni tampoco aviones para realizar la tan necesaria Operación Buitre que debía liberar a los sitiados defensores de Dien Bien Phu.

## Cambio de papeles
Ante los progresos del Vietcong, las continuas infiltraciones del Ejército de Vietnam del Norte y el apoyo que otras naciones comunistas daban al régimen de Hanói Johnson utilizó un pretexto para entrar en la guerra y ayudar a su aliado del Sur, que ya había perdido el 60% de su territorio. Pero no quería dar la impresión de ser el único que defendía aquella causa. En aquel momento el pueblo de Estados Unidos aún conservaba casi intacto en su pensamiento colectivo la Doctrina del Destino Manifiesto y el presidente no quería dejar la de Vietnam en una simple contienda por materias primas estratégicas como el caucho o el estaño, ni tampoco por el favor de un país más; sino convertirlo en una especie de cruzada moderna contra el nuevo enemigo que, según la Teoría del Dominó amenazaba por dominar todo el mundo.
Muy pronto también se vio que la necesidad de hombres para realizar patrullas y misiones de búsqueda y destrucción era de gran importancia, ante la ineficiencia de las fuerzas del ERNV. Motivo por el cual varias unidades que colaboraban en un determinado lugar fueron sacadas de sus zonas inicialmente asignadas y destinadas a distintas áreas esparcidas por todo el territorio vietnamita.

## Naciones participantes
El llamamiento del presidente Johnson fue acogido con cierta indiferencia y muchas de las naciones que decidieron unirse aportaron cantidades de medios y hombres más simbólicas que reales. Solo seis naciones puede decirse que enviaron al sureste asiático contingentes de cierta entidad y entre ellos algunos de entidad simbólica que fueron al sureste asiático casi en secreto, como el caso de los médicos voluntarios españoles.

### Apoyo militar
Oficialmente Vietnam del Sur fue ayudado por seis naciones que enviaron tropas, dinero y material para apoyar al gobierno de Saigón y al ejército de Vietnam del Sur. Dichas naciones fueron Australia, Corea del Sur, Estados Unidos, Filipinas, Nueva Zelanda y Tailandia.
El gobierno prooccidental de Corea del Sur se comprometió más que ningún otro país de la campaña. En 1965 Seúl envió 200 soldados, pero terminó mandando un total de 47 829 en 1967 (un número cuatro veces superior al segundo país que más soldados aportó). En total Corea del Sur envió más de 320 000 soldados a Vietnam. De ellos 5000 murieron en acción y 10 000 fueron heridos. Al contrario que otras fuerzas, la mayor parte del armamento y equipo coreano era de origen estadounidense, como también las tácticas y estrategias utilizadas. No en vano esos soldados habían sido entrenados por asesores norteamericanos y habían luchado juntos en la guerra de Corea de la década pasada. Esta homologación con las tropas y material estadounidenses los hacía muy útiles y compatibles. Además los coreanos demostraron una fiereza en la lucha que sorprendió en más de una ocasión a los comunistas. Corea del Sur había sufrido ya la invasión comunista de su vecinos del norte y con esta participación "pagaba" el apoyo recibido de Estados Unidos y al mismo tiempo debilitaba a un enemigo que también era el suyo. Los coreanos estaban entrenados en artes marciales (Taekwondo o Karate coreano) y en más de una ocasión lo utilizaban. Un reportero que acompañó a una patrulla relató ver a un soldado coreano matar a un aldeano sospechoso de simpatizar con el vietcong solo con sus manos y sin ningún tipo de miramiento. Pese a ello o gracias a ello, los coreanos demostraron una participación envidiable, tanto es así que en 1967 una compañía surcoreana fue atacada por una formación del EVN muy superior en número. La batalla terminó con 243 bajas para los vietnamitas en una humillante retirada.
Tailandia fue la segunda nación que más contribuyó aportando el contingente más numeroso, 11 568 hombres en el mismo momento; pero si grande era el número la implicación en el conflicto lo fue aún más pues permitió establecer en su territorio el Centro de Vigilancia de la Infiltración que controlaba buena parte de los bombardeos realizado en Vietnam del Sur, pero sobre todo Vietnam del Norte, el Reino de Laos y el Reino de Camboya. Además en 1967 prestó sus bases para operar desde ellas los cazas, los aviones de reconocimiento y los terroríficos B-52 que tantos daños y bajas civiles causaron. Esta implicación tan profunda en el conflicto se explica por el temor de Bangkok a ser una ficha más del dominó; pero no tanto por el miedo a la expansión comunista sino a ser una parte del Gran Vietnam. Siglos antes ese país había gobernado la mayor parte de la península Indochina y, como después se vería, volvió a ocuparla casi toda tras la Caída de Saigón y la Invasión de Kampuchea Democrática. Tanto es así que llegaron a vivirse enfrentamientos con el ejército del Vietnam unificado tras la Invasión de Camboya. En parte el temor estaba justificado. Pero no todo resultó gastos para Tailandia. Sus playas y selvas fueron uno de los destinos preferidos para los soldados estadounidenses que tenían derecho a una semana de vacaciones en un lugar de su elección con suficiente dinero para hotel, manutención y entretenimientos varios (excursiones, playas, burdeles...).
Australia contribuyó con varias unidades altamente especializadas que llegaron a contabilizar más de 61.000 participantes. Comenzó con un primer destacamento de 7.672 soldados y fue aumentándolos progresivamente. En 1962 viajaron a Vietnam del Sur 30 asesores; pero progresivamente aumentaron sus efectivos a un batallón. Su provincia de operaciones fue Phuoc Tuy, provincia costera al norte de Saigón; pero las necesidades de personal para misiones de búsqueda y destrucción terminaron requiriendo la presencia australiana en casi todo el territorio del Sur. Debe tenerse en cuenta que muchos soldados australianos habían luchado junto a los británicos en las selvas de Malasia contra los guerrilleros del Partido Comunista Malayo en la década anterior, por lo que estaban muy familiarizados con la jungla e incluso con las tácticas guerrilleras del famoso SAS. Su importancia para los norteamericanos la confirman gestos como el ser recibidos por el propio general William Westmoreland, comandante en jefe de las fuerzas estadounidenses en Vietnam. Aparte de enviar infantería, poder aéreo, fuerzas especiales y unidades médicas y blindadas, Australia también envió helicópteros, aviones de transporte, bombarderos Canberra y un destructor (cortesía de la Marina Australiana). Camberra "pagó" con 500 muertos, 3.000 heridos y 500 millones de dólares, lo que en términos absolutos no supone mucho si se la compara con las decenas de miles de muertos que contabilizó Estados Unidos. Pero las manifestaciones de protesta contra esa guerra en general y contra la participación australiana en particular tuvieron poco que envidiar a las vividas en el otro lado del Pacífico. Como en el caso estadounidense, Australia también vivió la incapacidad de adaptación de los veteranos a la vuelta del conflicto con numerosos casos de desarraigo y vida en solitario. Este último fenómeno de la participación australiana lo refleja la película y serie de televisión Vietnam Vietnam, en la que se ve la participación de soldados del continente austral en combates convencionales así como en unidades de operaciones especiales y en la guerra sucia contra los comunistas.
Empezando en 1966, Filipinas desplegó hasta 10 000 tropas en apoyo al gobierno de Saigón, pero limitó su contribución a operaciones médicas y logísticas. El gobierno de Ferdinand Marcos seguía una línea de acercamiento a Washington con visita oficial incluida. Durante su estancia en la capital la mujer de Marcos logró causarle una grata impresión al presidente Johnson y la participación en la guerra debía reforzar esas buenas relaciones. A cambio los corruptos gobernantes de Manila solo querían dos cosas: seguir siendo considerados unos grandes gobernantes amigos y continuar implantando su férrea dictadura sobre todo el archipiélago. De esta forma los Marcos siguieron apareciendo ante la opinión pública estadounidense con luchadores contra los invasores, ya fueran estos japoneses en el pasado o comunistas en el presente. Los informes que revelaban el colaboracionismo de Marcos con los nipones durante la invasión de su país fueron pasados por alto. Filipinas también se vio beneficiada por el turismo militar en la famosa semana de retiro y relax, pero en menor medida de Tailandia.
Entre 1964 y 1972, Nueva Zelanda envió más de 3.800 efectivos, además de baterías de artillería, ingenieros de combate y personal médico. Su participación se saldó con 37 muertos y 187 heridos. La guerra probó ser impopular entre los neozelandeses hasta el punto de que contribuyó al fin de la hegemonía del Partido Nacional en el poder.
El gobierno anticomunista de Taiwán fue uno de los primeros colaboradores internacionales en el esfuerzo de guerra. Los taiwaneses proveyeron transporte aéreo y ofrecieron secretamente varios cientos de soldados de las fuerzas especiales comenzando en 1961. Durante los siguientes 11 años, 3 aeronaves fueron derribadas por los comunistas y varios comandos taiwaneses fueron capturados mientras realizaban misiones en Vietnam del Norte. 25 taiwaneses murieron en acción.

### Apoyo logístico
Varias naciones enviaron pequeños contingentes de expertos médicos, de transporte y de construcción así como ayuda material en apoyo al gobierno de Vietnam del Sur. Esas naciones fueron: Alemania Occidental, Argentina, Bélgica, Brasil, Canadá, Costa Rica, Dinamarca, Ecuador, España, Francia, Grecia, Guatemala, Honduras, Irán, Irlanda, Italia, Japón, Liberia, Luxemburgo, Malasia, Marruecos, Noruega, Países Bajos, Pakistán, Paraguay, Perú,  Reino Unido, Sudáfrica, Suiza, Túnez, Turquía, Uruguay y Venezuela.
Con respecto a la participación española, estuvo conformada por 12 médicos. Inicialmente se convocaron 14 plazas; pero no se llegaron a cubrir pese a las magníficas retribuciones económicas ofertadas, si bien es verdad que algunos decidieron prolongar su estancia en el sureste asiático. España continuaba su acercamiento a Estados Unidos que ya había comenzado en los años 50. La participación española puede calificarse de meramente testimonial, como refleja el número de integrantes del contingente enviado, no siendo difundida fuera del ámbito castrense. El contingente quedó destinado a una provincia costera de Go-Cong, al sur de Saigón y su misión consistía en atender a heridos y enfermos en el hospital local. No se hicieron distinciones y se asistía a partos, enfermedades tropicales, heridos del ARNV o del Vietcong, también se realizaban visitas a pueblos cercanos y campañas de vacunación. Estados Unidos entregó el equipamiento, las armas (fusil M16 y pistola) y corría con los sueldos, excepto la manutención. Además corría con el gasto de la semana de recreo y relax en un destino de su elección, pero en este caso cada seis meses en lugar de una anual, como correspondía al resto de soldados y oficiales estadounidenses. Durante la Ofensiva del Tet tuvieron los dos únicos heridos, de escasa consideración, por metralla de proyectil. Como en el caso de otros contingentes extranjeros tuvieron el honor de ser visitados por el propio general Westmoreland.
Entre los aportes materiales se cuentan los siguientes:
- Suiza entregó microscopios para la Universidad de Saigón.
- Reino Unido aportó una imprenta para realizar distintos tipos de publicaciones.
- Alemania Occidental donó una escuela técnica y ambulancias.[10]
- Irán mandó un equipo de cirujanos.[10]
- Marruecos envió 10 000 latas de sardinas.[5]

## Conclusiones
A tenor de la cantidad de países participantes y los contingentes aportados no se puede decir que la Campaña resultara un éxito. Mucho menos si se la compara con campañas anteriores como la que hizo replegarse a los norcoreanos y poner fin a la guerra de Corea. Sin embargo sí sirvió como campaña propagandística y en muchas ocasiones los efectivos desplazados realizaron exitosas misiones y demostraron gran valor; pero es más mérito de estas unidades que de la política estadounidense.
Actualmente no llama mucho la atención la hipocresía occidental de englobar en el "Mundo Libre" a dictaduras/regímenes monárquicos autoritarios como Tailandia, España, Corea del Sur o Filipinas, entre las que enviaron hombres, o las controversiales dinastías alaudí de Marruecos y pahlaví de Irán entre las que contribuyeron con material. Sin embargo casos como éstos se sumaron al hecho en sí de ir a contribuir con el sostenimiento del régimen survietnamita. Todo junto comenzó a calar en la conciencia colectiva estadounidense que terminaría por despertar en el llamado Síndrome Vietnam.